# Новевски, Владан
Вла́дан Новевски (серб. кир. Владан Новевски; род. 13 мая 2002, Нови-Сад) — сербский футболист, защитник.

## Клубная карьера
Новевски — воспитанник клуба «Воеводина». 16 октября 2020 года в матче против «Рада» он дебютировал в сербской Суперлиге. 8 августа 2021 года в матче против клуба «Вождовац» сделал две голевые передачи.
1 января 2023 года стал игроком клуба «Вождовац». 4 февраля в матче против клуба «Раднички» он дебютировал за новый клуб.

## Карьера в сборной
На юношеском уровне выступал за сборные Северной Македонии до 16, 17, 18 и до 19 лет. Но позже принял приглашение Футбольного союза Сербии. 6 сентября 2021 года был включён в заявку сборной Сербии до 20 лет, дебютировал спустя несколько дней против сверстников из Италии.